# 911 Operator
911 Operator — компьютерная игра-симулятор, разработанная польской студией Jutsu Games и изданная PlayWay. В ней игрок берёт на себя роль телефонного оператора 9-1-1, который должен отвечать на телефонные звонки и направлять полицейских, медиков и пожарных на места чрезвычайных происшествий. 911 Operator финансировалась за счёт кампании на Kickstarter, которая проходила с 21 июля по 20 августа 2016 года. Игра вышла на PC в феврале 2017 года, а позже в том же году были выпущены версии для PlayStation 4 и Xbox One. 16 ноября 2017 года проект был портирован на Android. 26 октября 2018 года игра вышла на Nintendo Switch. Продолжение 112 Operator было выпущено в Steam 23 апреля 2020 года.

## Игровой процесс
В 911 Operator игрок берёт на себя роль диспетчера экстренной службы спасения. Он должен не только быстро реагировать на входящие вызовы, но и давать правильные указания, например, по оказанию первой медицинской помощи, а также направить отряд полиции, пожарных или врачей на место происшествия. Звонивший может оказаться пострадавшим, преступником или пранкером. Помимо режима кампании, происходящей в разных городах США, игрок может выбрать любой город мира для свободной игры.

## Отзывы
| Сводный рейтинг    | Сводный рейтинг             |
| Агрегатор          | Оценка                      |
| ------------------ | --------------------------- |
| Metacritic         | 68/100 (PC) 68/100 (Switch) |
| Иноязычные издания |                             |
| Издание            | Оценка                      |
| TrueAchievements   | 6/10                        |

911 Operator получила смешанные отзывы. В CD-Action положительно оценили образовательные элементы, такие как изучение симптомов, связанных с заболеваниями, но критиковали за то, что «в 911 Operator почти нет игры». Алек Мир из Rock, Paper, Shotgun написал, что игра «определённо эффективно создавала напряжение», но после нескольких часов всё становилось «более монотонным». Алекс В. из New Game Network также заметил, что 911 Operator не хватает существенного разнообразия, отметив, что вызовы стали повторяться и что проект «превращается в простое упражнение по подбору цветов» с отправкой соответствующего персонала к значкам экстренной помощи с цветовой кодировкой, однако, в целом, он сказал, что у 911 Operator есть потенциал. Натан Сарецки из Game Grin заключил, что это «чудесно выполненная аркадная игра», которая оказалась «простой и увлекательной», однако он раскритиковал повтор звонков и посчитал, что игровой процесс лучше подходит для сенсорного экрана.
Летом 2018 года, благодаря уязвимости в защите Steam Web API, стало известно, что точное количество пользователей сервиса Steam, которые играли в игру хотя бы один раз, составляет 218 328 человек.